# Toronto-Dominion Bank
El Toronto-Dominion Bank (en francés: Banque Toronto-Dominion) es una corporación multinacional canadiense de servicios bancarios y financieros con sede en Toronto, Ontario. Conocido comúnmente como TD y operando como TD Bank Group (en francés: Groupe Banque TD), el banco fue creado el 1 de febrero de 1955 mediante la fusión del Bank of Toronto y The Dominion Bank, que fueron fundados en 1855 y 1869, respectivamente. El número de institución de TD (o número bancario) es 004.
TD Bank Group es el segundo banco más grande de Canadá por activos totales y uno de los 10 bancos más importantes de Norteamérica. A nivel mundial, según Standard & Poor's, ocupa el 26.º lugar entre los bancos más grandes del mundo.
El banco y sus filiales tienen más de 85000 empleados y más de 22 millones de clientes en todo el mundo. En Canadá, el banco opera como TD Canada Trust y atiende a más de 11 millones de clientes en más de 1150 sucursales. En Estados Unidos, la empresa opera como TD Bank (las iniciales se utilizan oficialmente para todas las operaciones estadounidenses). La subsidiaria estadounidense se creó a través de la fusión de TD Banknorth y Commerce Bank, y atiende a más de 6,5 millones de clientes con una red de más de 1300 sucursales en el este de los Estados Unidos.